# Platja del Morro de Gos (el Perelló)
La platja del Morro de Gos és una platja urbana del municipi del Perelló (Baix Ebre), situada al Cap Roig. Està limitada al nord pel roquissar Morro de Gos, que la separa de la platja de Santa Llúcia, i al sud per un espigó, que la separa de la cala Buena. Orientada a l'est, té una longitud de 239 metres i una amplada de 28 metres, formada per grava i còdols,
L'Agència Catalana de l'Aigua efectua un control quinzenal de la qualitat de l'aigua, durant la temporada de bany, amb el resultat d'excel·lent.
L'espigó, construït cap a l'any 2000, es va trencar el 2020 a causa del temporal Gloria, essent reparat per Costes de l'Estat.